# Johann Heinrich Dannecker
Pour les articles homonymes, voir Dannecker.
Johann Heinrich von Dannecker né le 15 octobre 1758 à Stuttgart et mort le 8 décembre 1841 à Stuttgart est un sculpteur néoclassique wurtembergeois.

## Biographie
Johann Heinrich Dannecker reçut les leçons d'Augustin Pajou et d'Antonio Canova, devint professeur des arts plastiques à l'Académie des beaux-arts de Stuttgart (de) et composa un grand nombre de morceaux qui se distinguent par une composition simple, par le naturel, la vérité et le sentiment, notamment le Monument de Schiller, celui du comte de Zeppelin (à Louisbourg), Sapho, Ariane sur la panthère, l'Amour, Psyché, et les bustes du roi de Wurtemberg Frédéric, de L'Archiduc Charles, de Gluck, Lavater, etc.

Œuvres de Johann Heinrich von Dannecker
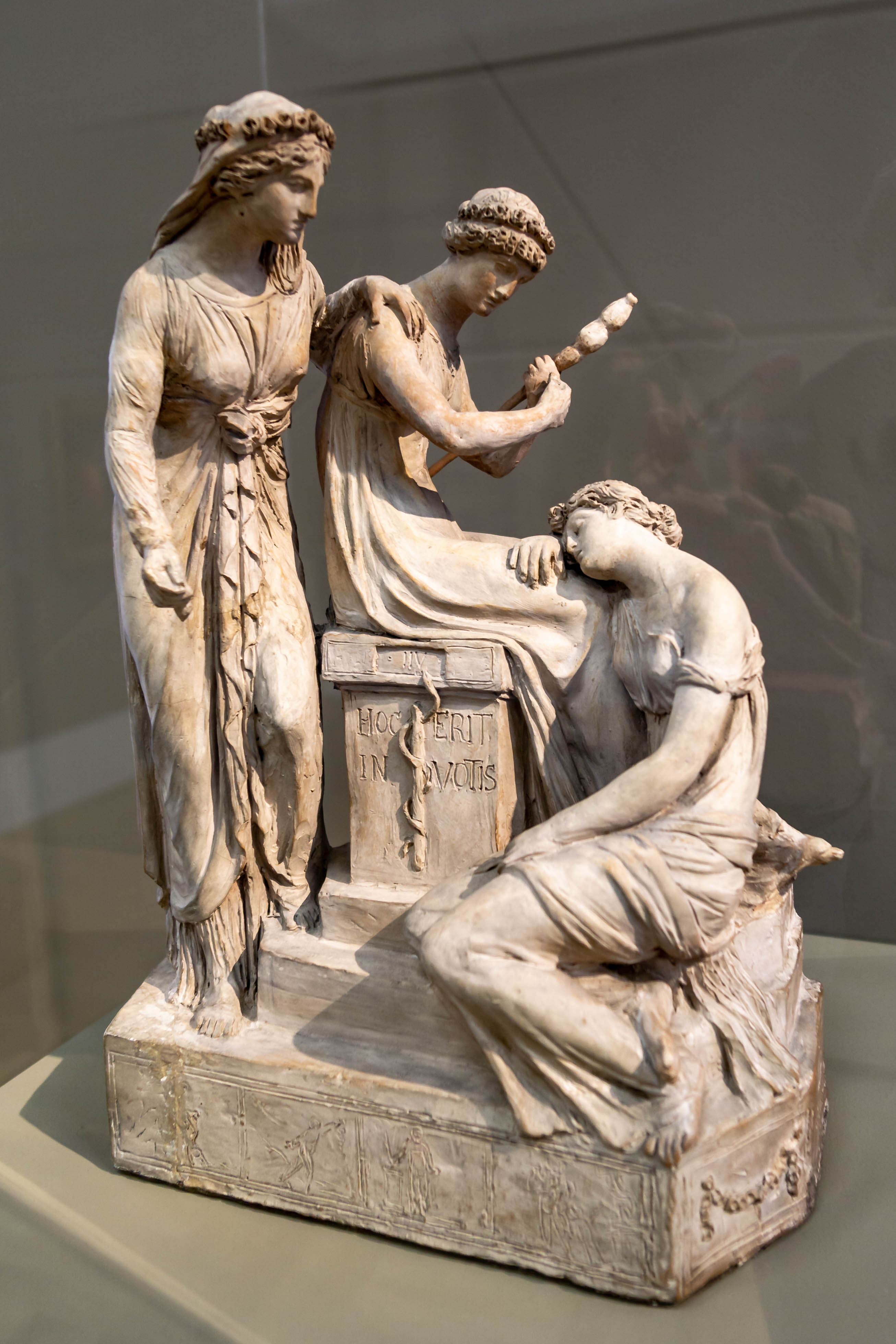
Les Trois Parques (1791), Stuttgart, Staatsgalerie.
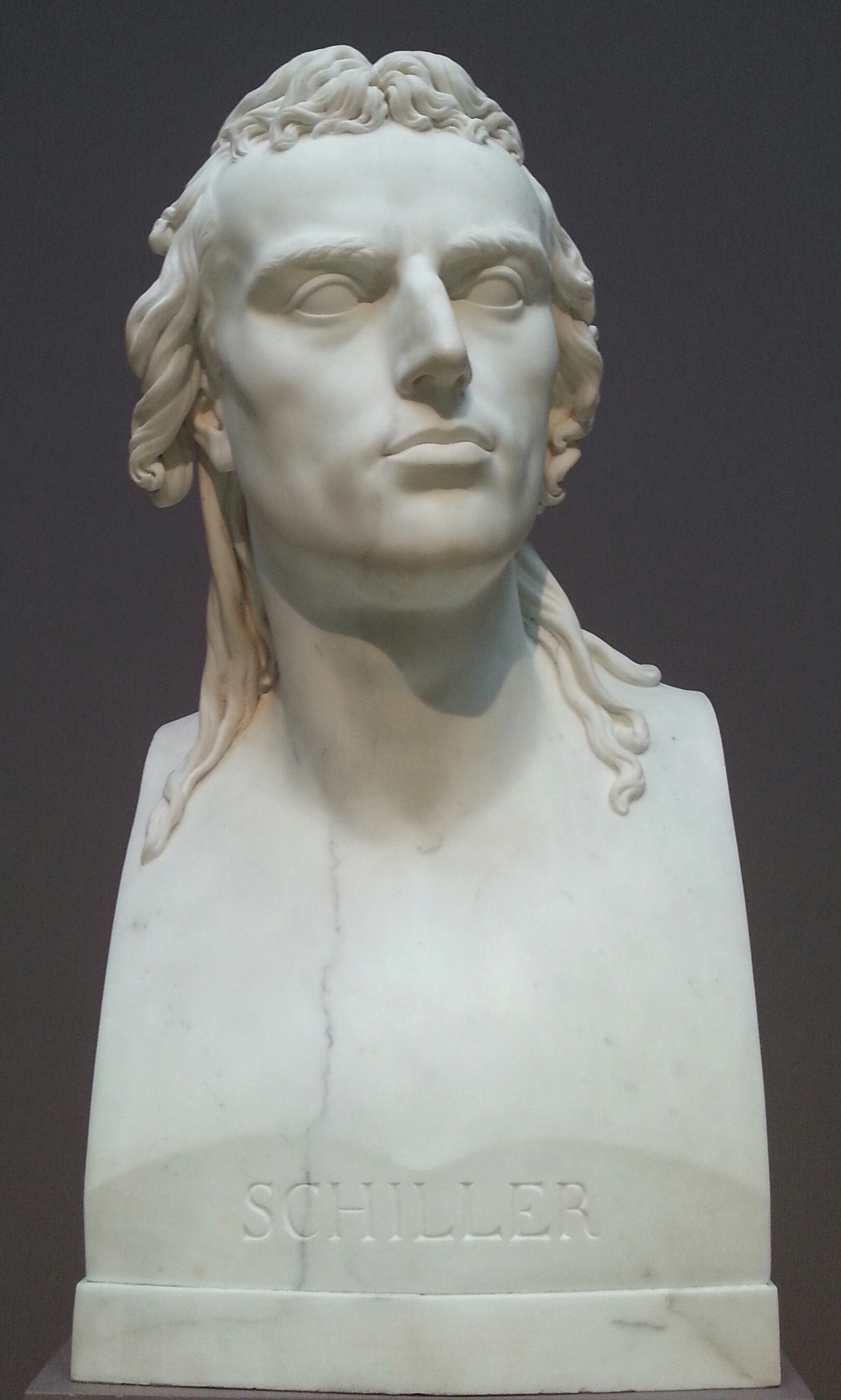
Friedrich von Schiller (1805-1810), Stuttgart, Staatsgalerie.
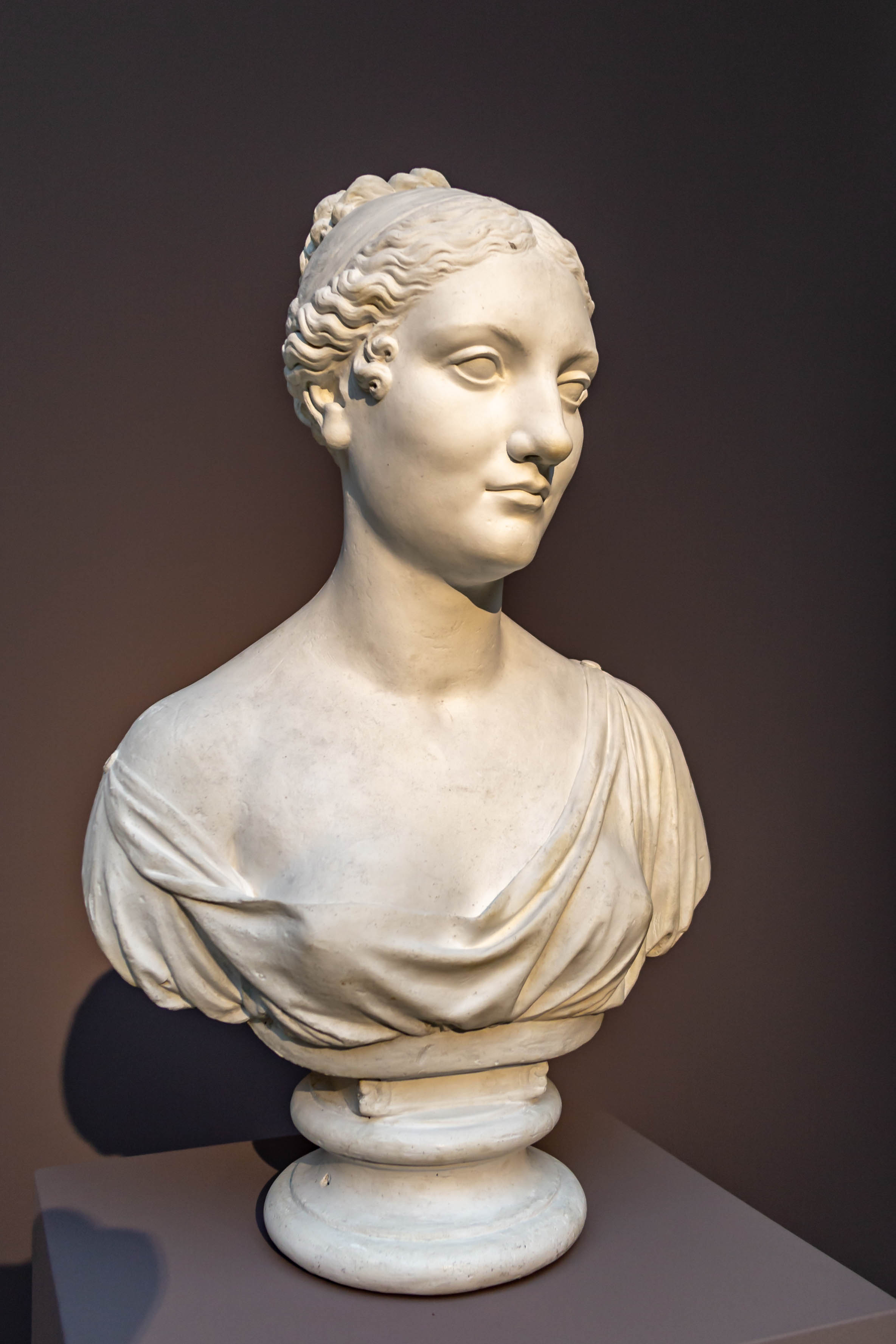
Stéphanie de Beauharnais (1809), Stuttgart, Staatsgalerie.
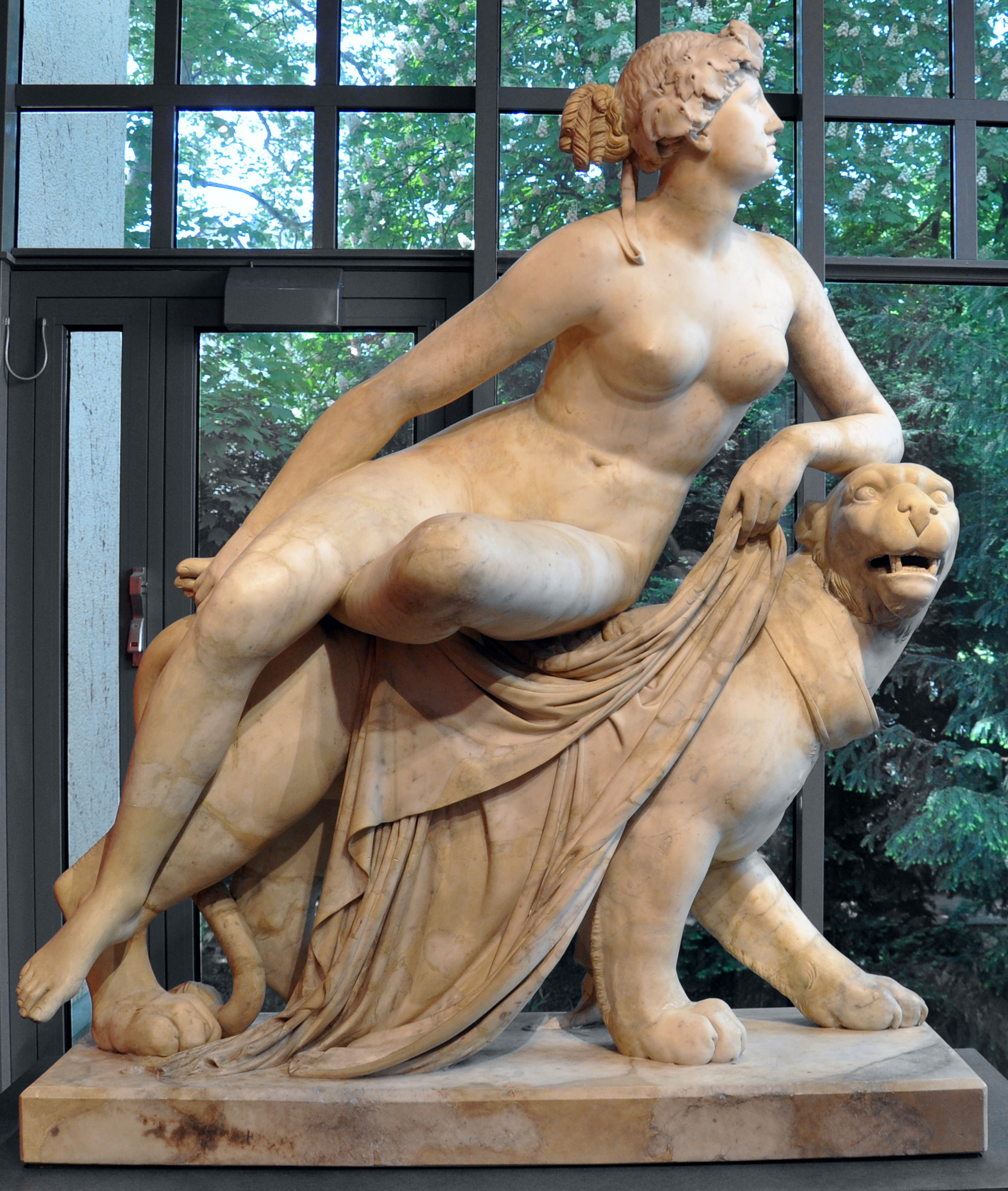
Ariane sur la panthère (1810–1814), Francfort, Liebieghaus.
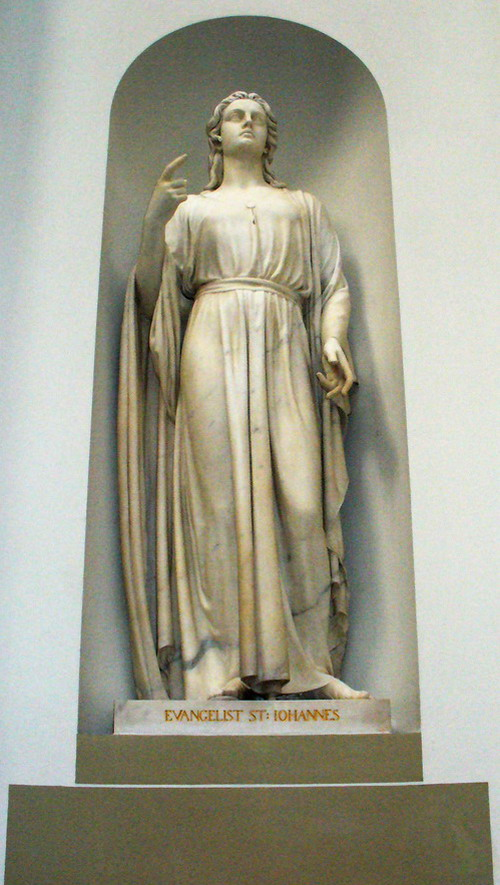
Jean l'Évangéliste, Wurtemberg, Chapelle funéraire (de).